# Victor A. Gangelin
Victor A. „Vic“ Gangelin (* 4. März 1899 in Milwaukee, Wisconsin; † 2. April 1967 in Los Angeles, Kalifornien) war ein US-amerikanischer Artdirector und Szenenbildner, der bei der Oscarverleihung 1962 den Oscar für das beste Szenenbild in dem Farbfilm West Side Story (1961) gewann und ein weiteres Mal für den Oscar in dieser Kategorie nominiert war.

## Leben
Gangelin nahm seine Tätigkeit als Artdirector und Szenenbildner in der Filmwirtschaft Hollywoods 1936 bei dem Film Great Guy auf und wirkte bis 1966 an der Herstellung von über fünfzig Filmen mit.
1945 war er mit Mark-Lee Kirk für den Oscar nominiert für das beste Szenenbild in dem Schwarzweißfilm Als du Abschied nahmst (1944) von John Cromwell mit Claudette Colbert, Jennifer Jones und Joseph Cotten in den Hauptrollen.
Zusammen mit Boris Leven gewann er 1962 den Oscar für das beste Szenenbild in dem Tanzfilm West Side Story (1961) von Robert Wise und Jerome Robbins mit Natalie Wood, Richard Beymer und Russ Tamblyn.

## Filmografie (Auswahl)
- 1936: Great Guy
- 1943: Tarzan, Bezwinger der Wüste
- 1951: The Magnetic Monster
- 1953: Im Tal des Verderbens (War Paint)
- 1956: The Come On
- 1956: Der schwarze Falke
- 1958: Laßt mich leben
- 1959: Der letzte Befehl
- 1959: Land ohne Gesetz (The Young Land)
- 1960: Alamo
- 1961: West Side Story
- 1965: Big Valley (Fernsehserie)
- 1965: Duell in Diablo

## Auszeichnungen
- 1962: Oscar für das beste Szenenbild in einem Farbfilm